# La Razón (Uruguay)
La Razón fue un periódico uruguayo de ideología liberal, publicado entre 1878 y las primeras décadas del siglo XX.
Su primer número salió el 13 de octubre de 1878. Su primer Director fue Daniel Muñoz. Uno de sus primeros redactores fue Martín C. Martínez. Juan A. Ramírez, Washington Beltrán y Rafael Barrett estuvieron entre sus colaboradores. 
No llegó al medio siglo de vida.